# Naoise
Nella mitologia irlandese Naoise (anche Noisiu) è un personaggio del Ciclo dell'Ulster; è il nipote di re Conchobar mac Nessa dell'Ulster, e figlio di Usnech (o Uisliu).
Fu ucciso a causa dell'amore per Deirdre, figlia del bardo Fedlimid mac Daill.
Quando quest'ultima nacque il druido Cathbad profetizzò che sarebbe stata molto bella, che re e lord avrebbero guerreggiato per lei, e che a causa sua i più tre grandi guerrieri dell'Ulster sarebbero stati costretti all'esilio. Conchobar mac Nessa, re dell'Ulster, decise di farla educare in reclusione dall'anziana Leabharcham per poi sposarla quando fosse stata abbastanza grande.
Tuttavia, la ragazza incontrò Naoise, giovane guerriero, cacciatore e cantore, e si innamorò di lui. I due fuggirono accompagnati dai due fratelli di lui, i figli di Uisnech. Fuggirono in Scozia, ma il re locale cercò di uccidere Naoise e i suoi fratelli così da avere per lui Deirdre. Alla fine si rifugiarono in una isola remota, dove furono però rintracciati da Conchobar.
Egli inviò Fergus mac Róich che assicurò loro un ritorno sicuro in patria. Alla fine però, Conchobar venne meno alla promessa e affrontò i tre fratelli davanti a Emain Macha. Éogan mac Durthacht uccise Naoise e anche i suoi fratelli caddero nello scontro. Frustrato dallo scarso amore di Deirdre per lui, Conchobar la offrì a Éogan mac Durthacht, l'uccisore di Naoise. A questo punto lei si suicidò. In versioni più tarde di questa vicenda, morì invece devastata dal dolore.